# Cục Kỹ thuật, Quân chủng Hải quân Việt Nam
Cục Kỹ thuật trực thuộc Quân chủng Hải quân thành lập ngày 6 tháng 5 năm 1970 là cơ quan quản lý kỹ thuật của Quân chủng Hải quân có chức năng quản lý, chỉ đạo, bảo đảm công tác kỹ thuật chuyên ngành Hải quân thực hiện nhiệm vụ chiến đấu và sẵn sàng chiến đấu.

## Lịch sử
Ngày 6 tháng 5 năm 1970, Bộ Quốc phòng quyết định tách Cục Hậu cần thuộc Quân chủng Hải quân thành Cục Hậu cần và Cục Kỹ thuật trực thuộc Quân chủng Hải quân

## Lãnh đạo hiện nay
- Chủ nhiệmː Đại tá Đỗ Quốc Ân
- Chính ủyː Đại tá Ngô Văn Thành
- Phó Chủ nhiệm: 1. Đại tá Lê Hồng Quang
- Phó Chủ nhiệm: 2. Đại tá Trần Văn Bang
- Phó Chủ nhiệm: 3. Đại tá Lê Hoàng Việt
- Phó Chủ nhiệm: 4. Đại tá, PGS, TS Phạm Quốc Hoàng

## Tổ chức

### Khối cơ quan
- Phòng Tham mưu
- Phòng Chính trị
- Phòng Quân khí
- Phòng Xe - Máy
- Phòng Vật tư
- Phòng Quản lý xí nghiệp
- Phòng Quản lý kỹ thuật tàu
- Phòng Đóng tàu
- Phòng Tiêu chuẩn - Đo lường - Chất lượng
- Phòng Khí tài điện tử
- Phòng Kỹ thuật hàng không
- Ban Tổng kết Lịch sử
- Ban Tài chính

### Khối cơ sở
- Trung tâm Tiêu chuẩn đo lường chất lượng 1
- Trung tâm Tiêu chuẩn đo lường chất lượng 2
- Trung tâm Tiêu chuẩn đo lường chất lượng 3
- Kho K858
- Nhà máy X28
- Nhà máy X46
- Nhà máy X48
- Nhà máy X52
- Nhà máy X55
- Nhà máy X56
- Nhà máy X70
- Nhà máy Z753

## Khen thưởng
- Huân chương Quân công hạng Nhì (1984)
- Huân chương Bảo vệ Tổ quốc hạng Ba (2005)
- Huân chương Bảo vệ Tổ quốc hạng Nhì (2009)

## Hệ thống cơ quan Kỹ thuật trong Quân đội
Bài chi tiết: Ngành Kỹ thuật Quân đội nhân dân Việt Nam
- Tổng cục Kỹ thuật thuộc Bộ Quốc phòng.
- Cục Kỹ thuật thuộc các Quân khu, Quân chủng, Tổng cục, Bộ đội Biên phòng, Cảnh sát biển, Bộ Tư lệnh Thủ đô Hà Nội, Quân đoàn, Binh chủng và tương đương.
- Phòng Kỹ thuật thuộc các Sư đoàn, Lữ đoàn, Vùng Cảnh sát biển, Bộ CHQS tỉnh, thành phố trực thuộc TW, Bộ CHBP tỉnh, thành phố trực thuộc TW và tương đương.
- Ban Kỹ thuật thuộc các Trung đoàn, Ban chỉ huy quân sự quận, huyện, thị xã và tương đương.

## Cục trưởng qua các thời kỳ
- 1970-1978, Nguyễn Chương, Đại tá
- 1978-1987, Hoàng Phúc, Đại tá
- 1987-1991, Vũ Trí Viễn, Đại tá
- 1991-1999, Nguyễn Phương Ninh, Đại tá
- 1999-2004, Nguyễn Văn Bình, Đại tá
- 2004-2009, Nguyễn Văn Ninh, Đại tá, sau Chuẩn Đô đốc, Phó Tư lệnh Quân chủng Hải quân
- 2009-2011, Nguyễn Công Thành, Đại tá, sau Thiếu tướng, Phó Chủ nhiệm Tổng cục Kỹ thuật
- 2011-2013, Cao Hoà Bình, Đại tá
- 2013-2016, Hoàng Hồng Hà, Đại tá, sau Chuẩn Đô đốc (2016), Phó Tư lệnh Quân chủng Hải quân
- 2016-2020, Hoàng Ngọc Trác, Đại tá
- 2020-nay, Đỗ Quốc Ân, Đại tá

## Chính ủy qua các thời kỳ
- 1970-1971, Vũ Khổng Tước, Đại tá, Bí thư Đảng ủy
- 1971-1975, Cao Xuân Ẩn, Đại tá, Chính ủy
- 1975-1979, Vũ Khổng Tước, Đại tá, Bí thư Đảng ủy
- 1987-1989, Lê Quang Thám, Đại tá, Phó Chủ nhiệm về chính trị
- 1991-1994, Vũ Đức Thanh, Đại tá, Bí thư Đảng ủy
- 2000-2005, Nguyễn Văn Thấu, Đại tá, Bí thư Đảng ủy
- 2005-2009, Trịnh Văn Vượng, Đại tá, Chính ủy
- 2009-2015, Nguyễn Xuân Định, Đại tá, Chính ủy
- 2015-2020, Phạm Thanh Sơn, Đại tá, Chính ủy
- 2020-nay, Ngô Văn Thành, Đại tá, Chính ủy

## Các tướng lĩnh từng trải qua
- Đoàn Nhật Tiến, Đại tá, Phó Cục trưởng (1999-2007), sau Trung tướng, Viện trưởng Viện Khoa học Công nghệ Quân sự
- Phạm Thế Long:
- Trần Xuân Nam: Đại tá, Phó Cục trưởng (2019-2020), sau là phó Giám đốc Học viện Kỹ thuật Quân sự